# Danza Kuduro
"Danza Kuduro" är en spansk-portugisisk låt av den puertoricanske artisten Don Omar och den portugisisk-franske sångaren Lucenzo. Låten finns med på Omars samarbetsalbum Meet the Orphans från 2010. Låten är en bearbetning av Lucenzos tidigare singel "Vem Dançar Kuduro", som förutom på modersmålet portugisiska även sjungs på engelska. Den släpptes som den ledande singeln från det tidigare nämnda albumet den 15 augusti 2010, genom de bägge skivbolagen Machete och VI.
"Danza Kuduro" blev en hit i de flesta latinamerikanska länderna, och så småningom även över hela Europa. Låten var nummer ett på Hot Latin Songs, vilket gav Don Omar en andra hit på den amerikanska delen av listan, samt den första stora hiten för Lucenzo. En nyinspelning av låten finns också med som slutlåt och på soundtracket till filmen Fast & Furious 5 från 2011, som även går under namnet Fast Five i vissa delar av världen. "Danza Kuduro" blev den mest framgångsrika låten med verser på europeisk portugisiska under 2010-talet. Låten rankades som 43:a på tidningen Rolling Stones musiklista "Greatest Latin Pop Songs".